# Wappen der Sozialistischen Republik Serbien
Das Wappen der Sozialistischen Republik Serbien war das offizielle Wappen der Sozialistischen Republik Serbien. Wie die Flagge wurde das von Đorđe Andrejević Kun entworfene Wappen am 17. Januar 1947 der Öffentlichkeit präsentiert. Es wurde einige Jahre nach dem Zerfall Jugoslawiens weiterverwendet, bis es im Jahr 2004 durch das aktuelle Wappen Serbiens ersetzt wurde.

## Beschreibung
In Blau eine aufgehende gelbe Sonne, auf der ein blaues Zahnrad liegt. Das Ganze ist rechts von einem Strauß aus goldenem Weizen und links von Blättern der Eiche umgeben. Über dem Wappen ein roter fünfspitziger Stern. Der rote Mittelschild zeigt nur noch vier Mal in Silber den stilisierten kyrillischen Buchstaben С (= lat. S). Diese Buchstaben gleichen dem silbernen Feuerstahl. Die Symbolik geht auf Stefan Nemanja zurück. Seine Regierungszeit war 1167 bis 1196. 
Das silberne gemeine Kreuz, welches sich lange Zeit in diesem serbischen Wappen befand, wurde aus ideologischen Gründen entfernt und geviert seitdem nicht mehr den Schild.
Ein rotes Band zeigt die Jahresangaben 1804 und 1941. Die erste Zahl bezieht sich auf den Ersten Serbischen Aufstand gegen das Osmanische Reich. Die zweite Zahl bezieht sich auf den nationalen Aufstand gegen die Achsenmächte im Zweiten Weltkrieg.